# BTOOOM!
『BTOOOM!』（ブトゥーム!）は、井上淳哉による日本の漫画、およびそれを原作としたテレビアニメ作品。2009年6月19日（29号）から2010年8月27日（39号・最終号）まで、青年漫画誌『週刊コミックバンチ』（新潮社）にて連載された。『週刊コミックバンチ』の休刊に伴い、同社の『月刊コミック@バンチ』に移籍し、2011年1月21日の創刊号から2018年5月号まで連載。
また『コミック@バンチ』のWEB公式サイトで描き下ろし連載『BTOOOM!〜ANOTHER SIDE EPISODE HIMIKO〜』（ブトゥーム!〜アナザー・サイド・エピソード・ヒミコ〜）が掲載されていた。スピンオフ作品『BTOOOM! U-18』が、『月刊コミック@バンチ』をリニューアルした『月刊コミックバンチ』にて、創刊号の2018年6月号から2023年2月号まで連載。作画担当は伊藤洋樹。
2012年にテレビアニメ化され、同年10月から12月にかけて放送された。2020年12月時点でシリーズ累計発行部数は450万部を突破している。

## 概要
俗に言う「バトルロイヤル漫画」の一種。派手なアクションの生死を賭けた攻防や、極限状況に陥った登場人物たちの人間性が描かれる。もう1つ特徴としては、主人公を含めた登場人物のほとんどが、過去に何らかの深い事情を抱えており、それらが作中の随所で散見される。
作者の井上淳哉は、以前はゲームデザイナーの仕事をしていたという前歴があり、本作もゲームを題材にした内容となっている。極限状態下の人間描写や、生死を賭けたゲームの中での心理戦は本作の見せ場となっている。爆弾を使って対戦するという劇中ゲーム「BTOOOM!」の内容は、ハドソンのアクションゲーム『ボンバーマン』シリーズを想起させるものとなっており、企画も「リアルなボンバーマン」というアイディアから出発している。
表紙カバーはXbox 360やXbox Oneのゲームソフトパッケージがイメージされており、10巻までは緑色の縁取りに、Xbox 360のロゴを模した「DX」のロゴ、「DXBOX720」、11巻から20巻までは緑色の縁取りに、Xbox Oneのロゴを模した「Ω」のロゴ、「DXBOXΩ」の表記、CEROレイティングをもじった「GURO Z」（興味のある人対象）が描かれている。21巻以降は再び装丁のモデルチェンジを予定しているが、これは3つの案の中から読者による投票で決定される。

## あらすじ
自宅で日々オンラインゲーム「BTOOOM!」に没頭していた坂本竜太は、世界ランキング10位の日本人プレイヤー「SAKAMOTO」として注目される存在で、運営会社ティラノスのデバッグをしていた。定職に就かず、引きこもり同然の彼を持て余した母親は、ティラノスから送られた用紙に息子の名前を書いて、自らは自殺未遂を図る。
ある日竜太は、南海の孤島のジャングルで目を覚ます。そこにいる理由も分からぬまま、竜太は同じく島へ連れ去られて来た人々との、効果の異なる8種類の爆弾「BIM」を駆使した、リアル版「BTOOOM!」による殺し合いを強いられることになる。各プレイヤーの左手に移植された「ICチップを8つ」奪うことでゲームクリアを目指すルールにより、32人のプレイヤーのうち最大4人しか生還できない熾烈なゲームであった。

## 登場人物
ゲームプレイヤーの名前は、歴史上の人物をモチーフにしている。

### ゲームプレイヤー

#### 主要メンバー
坂本 竜太（さかもと りょうた）
声 - 本郷奏多
男性、22歳、B型、無職、東京在住。初期BIMタイプはタイマータイプ。身長176センチメートル。
本作の主人公。専門学校中退後、自室に引きこもってオンラインゲームに興じているネットゲーム廃人。コンビニ帰りに突如、見知らぬ男たちに連行されて南海の孤島に放り出され、爆弾を使ったサバイバルゲームを強要されることになった。
小学生のころは、何事も人並み以上の成績を収められる秀才だったが、その矢先に出会ったネットゲームの世界に魅了されていく。一方、両親とは昔から折り合いが悪く、さらに高校時代の友人の恋愛絡みの裏切りなど、現実のごたごたから逃げるようにネットの世界に入り込み、そこでも優れていたためにプライドが肥大化。そして、現実に翻弄された彼は他人を見下し何事もすぐに投げ出してしまうようになってしまい、母親とも不仲になっていった。そのため「消えて欲しい者」として指名された人物が連行されてこのゲームに参加させられているシステムを知り、自分は母親に「消えて欲しい者」として指名されたと思うようになっていく。しかし、命がけの状況でも足をくじいた平を逃がすために1人戦ったり、気絶したヒミコを背負ってコモドオオトカゲの群れから逃げたりと他人を見捨てられない正義漢でもある。ヒミコや平との関係の中で様々な苦難や喪失を乗り越えていくうちに、人間的に大きく成長していく。
天才的なゲーマーであり、いくつものワールドレコードを叩き出している。ネットゲーム「BTOOOM!」でも四つ星プレイヤーで日本人唯一の世界トップ10ランカーだった。殺人ゲーム参加時、着ていた服の下に「BTOOOM!」の公式Ｔシャツを着用していた。
「ゲーム版BTOOOM!」の制作会社であるティラノスジャパンに知人が居る縁で「ゲーム版BTOOOM!」にはデバッグ段階から参加していたことから、同社の人間の幾人かと顔見知りである。ゲーム参加者を連行した飛行機内で「現実版BTOOOM!」の説明をした男を見知っていたと平清から伝えられたが、説明者に反抗したことで頭部にスタンガンで電撃を浴びせられており、その結果として機内での出来事は忘れてしまっていた。
ヘリのジャックに失敗し、命からがら海から浜辺に辿り着くと輝夜という少女に出会い、聖域という年齢バラバラの男女で共同生活している場所へと案内される。聖域での死闘の後は、新たなメンバーと共にヒミコとの再会を目指す。ヒミコと再会を果たすが、仲間の蘇我ひかる（後述）を誤って殺してしまったショックから精神がボロボロになってしまうも、それでもなお圧倒的な力で吉良達を撤退させる。上杉（後述）を仲間に入れ、主催者側から薬の提供をヒミコのために受け、上杉と共に薬を手に入れる決意をする。ザビエラが操作する、ドローンと戦うも、予想以上に苦戦に強いられ、右手を模擬弾で撃たれ負傷された上、吉良とのダブル攻撃に絶体絶命のピンチに陥るが、薬目当ての吉良に共闘を持ち掛けたことで破壊に成功する。
その後、吉岡に拐われたヒミコ救出に向かうが、上杉に裏切られて吉岡にBIMを奪われる。条件付きで解放され、吉良との最終決着後、ペリエ達と遭遇。輝夜のタブレットで、久信の説得もあってか、飯田と和解。吉岡との決着をつけて、ザビエラ率いる、ドローン部隊との交戦。吉良とのコンビネーションでザビエラの操作するドローンを破壊するも、鷹ノ嘴に唆された織田と最後の交戦を強いられることになる。
ゲーム世界と現実の違いは自覚しており、人を殺して生き延びる「現実版BTOOOM!」に参加することを拒絶し、殺し合いをせずにゲームから逃げ出す手段を探し、他のプレイヤーと遭遇したときもまず説得を試みる。「ゲーム版BTOOOM!」でも「現実版BTOOOM!」でも自分を認めてもらい満足するために、つい自分が率先して面倒事を引き受けようとしてしまう。「ゲーム版BTOOOM!」の経験を生かして戦闘では優位に展開を進めることができるが、危機的状況に立たされたことによりゲームと現実の境界を踏み越えてしまい、他のプレイヤーを殺害して後悔してしまうことがある。
ヒミコに対して最初は性的好奇心を抱いた程度で、大量のBIMと食糧を持っていたことから殺人に躊躇いのない危険なプレイヤーだと思っていた。しかし彼女が宮本に拉致された際、ヒミコの携帯電話の画像（ゲーム版「BTOOOM!」キャラクターのコスプレ姿）を見たことでゲーム中で結婚したHIMIKOではないかと思い始めたことから必死で彼女を救出するなど、徐々に彼女に情愛を抱き始める。
ヒミコ / 御子神ヘミリア
声 - 三森すずこ
女性、15歳、B型、高校生、身長158センチメートル、7月22日生まれ、3サイズ：B90(H)/W58/H81センチメートル、東京在住、初期BIMタイプはタイマータイプ。
本名は御子神ヘミリア。金髪碧眼の美女。扉絵では両耳にピアスを嵌めていたが、本編では一切嵌めていない。当初はヒステリックな言動が目立ったが、本来はとても大人しい性格。日常的に護身用のスタンガンを持ち歩いているが、身体能力は低め。坂本に劣らぬゲーマーであり、「HIMIKO」というハンドルネームで「ゲーム版BTOOOM!」をプレイしている。
ゲーム開始当初に宮本雅志、近藤勇、明智光男の3人と言われるままにチームを組んだが仲違いにより宮本が近藤を殺害。全員分のBIMを持って共に逃げた明智に性交渉目的で襲われた結果、BIMによって明智を殺害することになった。レイプされかけたことから男性を信用せず、特に男の体に強い拒否感をもち、レイプされるぐらいならば自殺することを選んでいる。そういった経緯から島にいる男全員を敵だと認識、坂本や平にも嫌悪感をあらわにし、当初は遭遇しても話もせずに逃げ出したり、いきなり戦闘行動に訴えたりしており、仲間になった後も積極的に近寄ろうとはしなかった。
高校ではミホ、アリサ、ユキと友人グループを組んでおり、特にミホと仲が良かった。ミホが先輩であった吉岡に好意を寄せていたことから、吉岡をミホ達に紹介するが、結果的にミホ達を吉岡とその仲間からのレイプ被害に遭わせてしまうことになり、ヒミコはそこから1人だけ逃げ出してしまう。そのせいでミホ達3人から恨まれ、「消えて欲しい者」として指名され「現実版BTOOOM!」に参加することになった。事件が公になったことで学校では完全に孤立し（アニメでは机に落書きされるなどより苛烈ないじめを受け、不登校になっていた）、ヒミコの父親もヒミコが1人で逃げ出したことを良くは思っておらず、学校でも家でも居場所がないと苦痛に感じていた。そんな中、「ゲーム版BTOOOM!」で出会ったプレイヤーのSAKAMOTOの優しさに触れ、彼を心の支えにするようになり、ゲーム内で結婚するまでの関係になる。彼の存在によりゲーム内に居心地の良さを感じるようになる。
SAKAMOTOとはリアルで会うつもりはなかったが、戦いの中でSAKAMOTOと坂本竜太が同一人物であることを知り、心を開いていいのか悩みながらも彼を少しずつ信頼するようになっていく。坂本には自分が「ゲーム版BTOOOM!」のプレイヤーではあるがSAKAMOTOと結婚したHIMIKOではないと嘘をついていたが、再び坂本から問い詰められた際には、反論することなく、流れでキスを交わす。その後、坂本から島を脱出後に改めて交際を申し込むと言われる。脱出計画の失敗後、織田と行動を共にし、東郷グループの奇襲に遭遇、織田と別れ、見渡すと坂本達を発見、たまたま辺りをうろつくとグループを離脱した上杉の奇襲に遭い犯されそうになるが、何とか撃退に成功する。ついに再会を果たすが、坂本の酷い変化に不安を隠せずにいる。薬を手に入れに行った坂本を待っていた所に、自身が指名される原因を作った吉岡と遭遇。逃げるも機関銃の前になすすべなく捕まってしまう。
吉岡との決着をつけて、ザビエラ率いるドローン部隊と交戦。坂本達と協力してドローンの破壊に成功する。ドローンとの交戦中、織田と合流するも、鷹ノ嘴に唆された織田と最後の交戦を強いられることになる。
吉良 康介（きら こうすけ）
声 - 沢城みゆき
男性、14歳、AB型、中学生、東京在住、初期BIMタイプは爆縮タイプ。「ゲーム版BTOOOM!」のプレイヤー。身長158センチメートル。
中性的な顔立ちの美少年。五芒星がプリントされたパーカーを着ており、普段は無邪気な言動を用いるが、その本質は一般社会の倫理を平気で無視し、弱肉強食という発想においてしか行動できない病的な性格。「BTOOOM!」に関しては自信を持っており、三つ星プレイヤー以上の技術を持っている。幼少から父親である吉良義久により児童虐待を受けていたが、父親に自分の意志をぶつけることができずにいた。父親から逃れるために家を飛び出すも金に困ってひったくりをしていたが、次第に行為はエスカレートし、3人の女性を殺害（屍姦描写もある）したところで逮捕された。その後の裁判で極刑を求刑されたが、精神鑑定の結果によって一審で著しく減刑となり、裁判は継続中である。
島には父親の吉良義久と担当弁護士の夏目総一と共に送られた。島でも変わらず暴力を加えてくる父親に怯えていたが、父親への反撃を決意し、BIMで殺してしまう。父親の暴力から解放されたため、これ以降、生き生きとした表情に変わり、殺し合いゲームに積極的に参加し楽しむようになる。交戦した坂本を一度は錯乱させるほど追い詰めるが、そのことで「ゲームと現実の区別を失い」本来の実力を出すことになった彼に負ける。木に拘束されBIMと食糧を奪われた後、坂本が日本人唯一の世界ランカーである「SAKAMOTO」であることに気付き、プレイヤーとして敬意を抱くと同時に好敵手として命を狙い続けている。
自分達が島に送り込まれたことについて、坂本が「消えて欲しい人間が選ばれる」と発言したことから、自分自身や父親、夏目のような「社会のクズが揃ってる」と評しながらも、自分達を殺人ゲームに選ぶような人間を「凡人」と見下している様子が見て取れた。
「現実版BTOOOM!」においてBIMやレーダーを使いこなすだけではなく、相手の力量や心理状態を測る判断力やBIMの安全装置を応用するなどの発想力に長けていて、坂本を始め他のプレイヤー達からはその能力を認められている。一方、自分一人で突っ込んでいってしまうなどチームワークには問題がある模様。
織田と坂本の交戦中、新たにチームを組んだ岩倉にBIMを使わせて2人を襲うが、罠にかかって岩倉は死亡。一緒に穴に落ちた坂本を協力するふりをして殺そうとするが失敗。坂本から2つのBIMを盗み出して逃亡するが、その後、遭遇した東郷のチーム（後述）と交戦、東郷の戦法に予想以上に苦戦する。楠を殺害するが、背後から襲いかかってきた樋口に取り押さえられる。そこで東郷達にチームへの参加を提案され、彼らと組むことになる。坂本との再戦でその執着心からチームワークを無視して独断専行したことから、チームは敗退。父からの虐待によるトラウマからメンバーの制裁に怯えるも、大人として誠実に接してくる東郷の言葉に涙を流す。
その後、東郷にBIMを分けてもらい、織田と交戦。物質が大量のBIMであることを知ると、上杉と共にBIMを取りに向かい、ピンチになった東郷達を助け、万全装備になった所で、鷹觜による新ルール発表により状況は一変、樋口と上杉が次々と離脱してしまう。東郷と二人で今度は坂本と交戦するが、自らの作戦がばれて窮地に追い込まれる。だが、東郷の捨て身の行動で救出される。そのせいで東郷が負傷してしまい、主催者側の提供した薬を手に入れる決意をする。ドローンとの成り行きで組み、挟み撃ちにして坂本を一方的に攻撃。優先に立つも突然、自らの方に突っ込んで来た坂本に共闘を持ちかけられる。一度は、否定したが東郷のために、それをのみドローンを破壊、薬を手に入れることに成功する。
自分の苦しみを理解してくれた東郷が命を落としたことで、自分が命を奪った相手をはじめそれを悲しむ人々の気持ちをようやく理解するものの東郷を失ったことで心のバランスを壊し自滅を厭わない行動に出るようになる。
樋口から殺してBIMを奪い、坂本達と交戦。坂本を凌駕する実力を見せ、上杉から脅してまたもやBIMを奪い、坂本を追い詰める。
輝夜によって、自分が島で父親を殺したこと、事件を起こして島に来たことが坂本達の前で曝される。長い交戦の末に、敗北して、以後は仲間のために戦うことを誓う。ドローンにボロボロになりながらも、リモコン式を取り付けて、破壊に貢献した。その後も、坂本とのチームワークの末、ザビエラの操作する、ドローンの破壊に成功する。
織田 信隆（おだ のぶたか）
声 - 中村悠一
男性、22歳、AB型、飲食店経営、東京在住、初期BIMタイプはリモコンタイプ。身長180センチメートル。
坂本の元親友。パーマをかけた長髪にサングラスが特徴。優れた頭脳と高い身体能力を持ち、一か八かの駆け引きにも大胆に挑む行動力とそれを成功させる勝負強さを持つ。トランクを囮にした罠を仕掛けることが多く、他のプレイヤーを躊躇なく殺している。
坂本とは高校時代、同じ母子家庭ということもあってか、不思議と気楽に話し合える友人だった。
ゲームの序盤、坂本の目の前で北条を殺しているが、高校時代の短髪姿と風貌が著しく異なっていたため坂本は全く気付かなかった。高校時代からは坂本のことを消極的で甘ちゃんであると思いつつもそれ以外は自分に似ていると感じているため強い対抗意識と執着心を持ち、ゲーム内の坂本の戦術に感心することもある。木下秀美と行動を共にするが、木下の所持するBIMの残機と種類の少なさやBIMを無駄使いすることに戦力としていささか不安に感じている。
脱出計画の失敗後、ヒミコと共に行動するが東郷グループの奇襲に遭遇した際にヒミコとはぐれる。東郷達との交戦で、一度は相手を追い詰めるが吉良の助けで状況は逆転されてしまう。だが鷹觜による新ルール発表により状況は一変、東郷グループの動きに変化が生じ、樋口を撃退して拘束するが、ドローンの突然の襲撃に遭って取り逃がしてしまう。その後、ペリエの救出部隊に助けられるが、鷹ノ嘴に唆され、坂本と最後の交戦を強いられることになる。
高校時代は、何をやっても完璧にこなし、誰に対しても明るく接していたため、友達が多く、女子にも人気があり、彼女もいた。坂本はそんな完璧な織田が心を開いて接してくれていることに気を良くしていたが、織田本人は坂本が持つ素質に対してコンプレックスを持っていたことから「主従関係」のような関係を望んでおり、ある日、坂本がクラスメイトの芹沢に好意を抱いていることを聞き、その後芹沢と肉体関係を交わしたことで、激怒した坂本に一方的に殴られてしまう。坂本と共に停学処分を受けるが、織田のみ自主退学した。母子家庭で高校在学中から年齢詐称してホストクラブでアルバイトをしており、退学後は自分で店を持つまでになっている。
坂本は過去の苦い思い出から「誰に消えて欲しいと指名されてもおかしくない」と評している。なお、母親の病院見舞いの帰りに拉致された様子が描かれている。
中学生時代は六本木で幅を利かせる不良グループのメンバーだったものの、片親だった母親が特殊な目の病気を発症し失明。その後高校時代からはグループを抜けてホストになり、母親の治療代を稼いでいた。また、母親の見舞いをしている最中彼もまた母親と同じ病気にかかり失明の兆候と、急激なストレスによって発病する可能性を医者に宣告されている。

#### ライバル
今川 義明（いまがわ よしあき）
声 - 奈良徹
男性、24歳、O型、無職、神奈川在住、初期BIMタイプはクラッカータイプ。身長185センチメートル。
坂本が最初に出会った参加者。短い金髪に袖無しの軍用コートを着たチンピラ風の青年ジャンキー。ゲーム参加前、街で不良仲間たちと恐喝を繰り返していた。BIMの使い方も知らず戦う気もない坂本を一方的に攻めるも、深追いしたところを坂本が仕掛けたタイマー式のBIMにより爆殺された。坂本との遭遇時、クラッカー式BIMが入ったポーチを2個所持していた。後に坂本は彼のチップを取りに行くがその時にはチップは既に何者かに奪われていて、後に上杉に回収されていたことが判明する。
北条 美沙子（ほうじょう みさこ）
声 - 藤堂真衣
女性、25歳。フリーター。身長170センチメートル。初期BIMタイプはクラッカータイプ。
日本人とコロンビア人の間に生まれたハーフ。浅黒い肌をしており、黒人風のファッションが特徴。島に落とされたトランク（食料の救援物資）を手に入れようとした際、織田があらかじめ仕掛けていたリモコンタイプのBIMによる罠に引っかかり死亡する。後に、織田と共に行動していたことが判明する。
平 清（たいら きよし）
声 - 大川透
男性、51歳、A型、不動産経営、大阪在住、初期BIMタイプはホーミングタイプ。身長164センチメートル。
関西弁を話す中年男性。坂本にとって最初の仲間。殺し合いに参加する気はなく、坂本にも仲間を増やして島から脱出することを提案している。社会人として長くやってきたこともあってか知恵は働き根気もあり、坂本もそれに関心していたが、「ゲーム版BTOOOM!」はプレイしたことが無く、戦闘に関してはほとんど素人同然である。見捨てられたり1人で置いていかれたりすることを極端に恐れており、それが後に破滅をもたらす原因となる。
不動産屋「不動産のたいら」を一緒に経営する妻・昭子と息子・柚彦の3人家族で、家族関係は良好だった。中年太りをしているが、学生時代は元陸上部だった。ヤクザからの借金があり、仕事では法律の網目を抜けるようなぎりぎりの行為をしており、客と盛大にもめることもあったことから、誰から「消えて欲しい者」と指名されてもおかしくないと思っている。仲間を増やすことを提案したが、他人を信用せず敵を作らず心を許さない生き方を信条としていた。しかし、坂本に命がけで助けられたことから、自分も体を張って仲間を守ろうという意識を強く持つようになった。坂本にとって初めての仲間であることもあり、数少ない信頼できる人物となる。ヒミコや織田と並び、坂本に大きな影響を与えた人物。坂本にとってはこれまでの人生でないがしろにしてきた「大人」の象徴的存在であり、その責任を取るためにも彼を本気で救おうとしていた。
トカゲに噛まれたことで受けた毒による発熱や、宮本にナイフで指を切断された傷に苦しみながら1人で坂本達の帰りを待つことが多くなる。その孤独と恐怖に精神を蝕まれ、坂本が結果的に彼に不安を与える行動を多く取ってしまったことから、次第に家族の幻覚を見るようになり、ついには自分だけ助かろうと心の中で詫びながらも坂本とヒミコに攻撃を仕掛けるが失敗する。坂本達を裏切ってしまったことから自分が殺されると思い込み、坂本達の前から逃走するが、トカゲの群れに遭遇。BIMの残機が1個、足の怪我などといった絶望的な状況であったため、家族の幸福を願い、詫びながら自害してしまう。彼の死は、坂本に深い後悔と罪悪感を残すこととなる。
吉良 義久（きら よしひさ）
声 - 江川央生
男性、44歳、A型、トラック運転手、東京在住、初期BIMタイプはクラッカータイプ。身長175センチメートル。
吉良康介の父親。息子以上に自己中心的かつ粗暴な男。息子である康介を自分の都合の良いように扱い、少しでも気に入らないことがあるとすぐに暴力を振るうことが日常化していた。康介に歪んだ人間性を植えつけた張本人。康介が起こした事件でも息子に責任を押し付けて全く反省せず、自分に降り掛かってきた厄介事としか考えていなかった。島でも康介のBIMで手に入れた食糧を独り占めして康介や夏目をいいなりにしようとするなど自己中心性は相変わらずだったが、抵抗を決意した康介にBIMで上半身を吹き飛ばされ死亡する。
夏目 総一（なつめ そういち）
声 - 二又一成
男性、52歳、A型、神奈川在住、初期BIMタイプはタイマータイプ。身長161センチメートル。
吉良康介の裁判を担当し、減刑判決にした弁護士。アニメでは刑事から「温情派のやり手」と評され、その弁護ぶりを「目立ちたがり」と吐き捨てられていた。島に送り込まれた当初は父親にしたいようにされている康介に父親に反抗するように説得する一見善良そうな面が見られたが、実際の性格は非常に臆病で錯乱しやすく、結果として父親を殺すことになった康介を罵倒して逃げ出し、その後、宮本雅志と仲間を組むことになる。戦いの中で宮本から譲ってもらった興奮系のドラッグに依存してしまい、異常な精神状態で坂本に襲い掛かる。最後は宮本が仕掛けていたBIMを利用され死亡した。
宮本 雅志（みやもと まさし）
声 - 黒田崇矢
男性、38歳、A型、元自衛官・軍事ライター、東京在住、初期BIMタイプはクラッカータイプ。身長184センチメートル。
ヒミコが最初に出会った参加者の1人。島に来た当初に出会った近藤、明智、ヒミコの3人とチームを組んだが、食料の分配で近藤と口論になり殺害し、そのためヒミコと明智に不信感をもたれBIMと食料を盗まれることになる。ヒミコにBIMを盗まれたためもあったが、詳細の分からないBIMやレーダーを使おうとせずランボーナイフや自分の技術を使って敵を倒そうとする。屈強な肉体を持ち、レンジャーの訓練を受けたことやフランス外人部隊に身を置いたこともあり、足跡などを追ってレーダーなしで相手を追跡でき、ドアにクラッカー式のBIMを応用したトラップを張るなど、坂本のようなゲームの技術を応用した戦闘術ではなく、現実の戦闘術のプロ。主催者の見立てではゲームクリアの最有力候補。加虐的な性向で、若い女性を生きたまま皮を剥ぐなどの行為に興味を持っていた。
ヒミコ達と別れた後は夏目と一緒に行動し、ヒミコを奪還しに来た坂本と一騎討ちを挑み、圧倒的な力で彼をねじ伏せるがヒミコの気転により烈火ガスを浴びてしまう。全身が焼け爛れるものの執念で坂本達を追跡し、ガスが充満する地下に道連れにしようとするが夏目のタイマー式のBIMを利用され死亡した。
坂本のゲームを脱出しようという計画は一笑に付し、「まともな奴ほどゲームに参加しているはず」と切り捨てた。彼の言葉通りに彼と夏目を殺害してしまった坂本は、「奴の心に負けた」と涙を流して自分の行動を悔やんだ。
近藤 勇（こんどう いさむ）
声 - 櫛田泰道
男性、40歳、A型、中学教師、東京在住、初期BIMタイプはクラッカータイプ。身長171センチメートル。
ヒミコが最初に出会った参加者の1人。柔道六段（アニメ版では四段）。正義感が強く殺し合いのゲームを拒否していたが、口うるさい性分のために宮本の怒りに触れて、ナイフで殺されてしまう。
明智 光男（あけち みつお）
声 - 間宮康弘
男性、18歳、O型、無職、埼玉在住、初期BIMタイプは烈火ガスタイプ。身長179センチメートル。
ヒミコが最初に出会った参加者の1人。肥満体型で重度のマザコン。宮本から逃げ出した当初はヒミコに親切にしていたが、後にヒミコと口論になり殴られたのを機に豹変する。女性に対し異常な偏見を持ち、自分が思いを寄せていた女性を襲ってしまう。その女性が恐怖心から抵抗できなかったが、明智はそれを「嫌がられていない」と勘違いしてレイプする事件を起こしており、同じ理屈でヒミコを拘束してレイプしようとする。最終的にヒミコが投げたBIMの爆発に巻き込まれ、崖から転落死した。
木下 秀美（きのした ひでみ）
声 - 日笠陽子
女性、19歳、A型、フリーター、群馬在住、初期BIMタイプはタイマータイプ。身長166センチメートル。
派手な出で立ちをした今時のギャル。勝気で自己主張の強い性格。格闘技の心得があり、鍛え抜かれた肉体から蹴り技や関節技を使いこなす。
元々は、高校時代から読者モデルをするなど充実した人生を送っていたが、サッカーの日本代表候補だった彼氏が怪我で選手生命が絶たれたことをきっかけに別れてしまい、その後は今まで通り人生を楽しんでいたものの、そのことをブログに書き綴ってしまいかつての彼氏が絶望のあまり自殺。彼の葬儀で「秀美が追い込んだ」と、一転して周囲から白眼視されるようになる。
織田の前は柿本と行動を共にしていたが、トカゲの群れに追われた際、柿本を岩山の上から突き落とし、集まってきたトカゲをタイマー式のBIMで瀕死の柿本と共に吹き飛ばす。織田と組んだ後、遭遇したヒミコと格闘戦をし、あっという間にヒミコを追い詰めるが伊達が投げ込んだリモコン式のBIMによる爆撃によって彼女を離して逃亡する。その後、坂本の脱出計画に賛同、織田と決別し坂本達の仲間となる。奪取したヘリの中で己の罪と向き合う決意をするが、ヘリのパイロットに隙を突かれて頭部を撃ち抜かれ、致命傷を負う。かろうじて息のある彼女を助けようとする坂本の姿に死んだ恋人の姿を幻視し、彼を助けるためにBIMを起動、ヘリのパイロットを道連れに死亡した。
前述の理由のため、トカゲに良い思い出がなく、柿本から奪ったクラッカー式のBIMはすべてトカゲを殺すために使用してしまった。
柿本 人志（かきもと ひとし）
声 - 間島淳司
男性、27歳。初期BIMはクラッカータイプ。サラリーマン風の身なりをした優男。木下と行動を共にしていたが、トカゲの群れに追われた際、BIMを使いトカゲを殺そうとするも、自分が投げたクラッカー式のBIMの爆発により吹き飛んだ石で顔を負傷する。その後、木下に安全地帯であった岩山の上から突き落とされ、トカゲに襲われ死亡。
伊達 政人（だて まさひと）
声 - 成田剣
男性、40歳、AB型、医師、千葉在住、初期BIMタイプはリモコンタイプ。身長187センチメートル。
前回のゲームにおける唯一の脱出者。一見誠実そうだが、本質的には打算的であらゆる人間を見下し、自分の保身のことしか考えていない性格。同じ病院に勤務する看護師の村崎にカルテの改ざんなどをやらせたうえ、手術ミスの責任を全て押し付けた過去を持つ。島で再会した村崎と協力してゲームを進めるが、チップが6枚集まったところで村崎を裏切り、1人だけゲームクリアとなった。
今回のゲームにおいても、単独プレイは不利であることを十分に理解しており、宮本との戦闘で負傷した平の手当てを行うことで、坂本達の信頼を得て行動を共にする。だが、あまり利用価値がないとわかると罠を仕掛け、坂本とヒミコを殺そうとするが、ヒミコに不信感を抱かれていたことや、島で生き延びていた村崎の介入もあり、坂本を殺しそこね、逆に仕掛けていた罠のBIMの位置を坂本に変えられていたことで、自分のBIMの爆発で負傷する。坂本にさえ「殺すしかない」と見放され、その生死は村崎に委ねられたが、伊達への思いを捨てきれなかった彼女によって殺害は免れ、手当をされ生きながらえる。その後、坂本達の脱出作戦に協力するが、自分の保身のみを考えて土壇場で裏切りを繰り返し、坂本達が集めたチップを全て使い最初のゲームクリアを達成するが、最後は逆上した若本に射殺される。
前回のゲーム終了時には自分に人殺しをさせた鷹嘴に激怒して殴りかかるなどしていたが、その後は殺人を繰り返したことから医者としてのモチベーションを失い、相談した同じ医者仲間からは罵倒された挙句見捨てられて、ゲームクリアによる多額の報酬で欲に溺れる生活であった。しかし内心ではそのような生活にウンザリしており、どこかで自分を変えるチャンスがないかと願っていた。
岩倉 智明（いわくら ともあき）
声 - 坂本くんぺい
男性、49歳、O型、漁師、愛知在住、初期BIMはフレイムタイプ。半袖を着た浅黒い肌の男。坂本との戦いでBIMを失った吉良と行動を共にする。吉良のことはいけすかないと思いつつも読みの良さから戦力として認めているが、吉良からはバカな大人と思われている。文句を言いながらも吉良に言われるがまま所持するフレイム式のBIMで坂本と織田を攻撃するが、2人が流れ着いた浜辺で織田が仕掛けたリモコン式に引っかかり死亡する。
樋口 葉子（ひぐち ようこ）
女性、20歳、A型、女優業、神奈川在住、初期BIMは烈火ガスタイプ。身長165センチメートル。東郷とチームを組む1人。「一葉」という芸名でアダルトビデオに出演していて淫猥な雰囲気を出しているが、本人曰く男性にはこだわりがある模様。勘が鋭く、他人の嘘を見破れる。東郷が吉良を助けに行った後、上杉と待機していた所を坂本が奇襲、坂本に上杉と共にBIMを奪われてしまう。その後、東郷にBIMを分けてもらい、織田と交戦。東郷に守られながら絶体絶命のピンチになるが、康介に助けられる。だが、鷹觜による新ルール発表により状況は一変、東郷グループを離脱する。その後、単独で織田に挑み、道連れに死のうとするが、しくじり織田に拘束されてしまうも、ドローンの突然の襲撃に遭い、逃げることに成功する。吉良達と合流を果たし、東郷の死に悲しみにくれる中、吉良の暴走を止めようとするが、ヘリでスタンガンの一撃から忘れてた、唯一自分を理解してくれたアイドルとのいざこざに巻き込まれ島に来た理由を思い出し、康介にそそのかされる形で死を受け入れて、康介に鋭利な刃物で刺され殺されてしまう。
楠 重雅（くすのき しげまさ）
男性、46歳、A型、会社役員、静岡在住、初期BIMはホーミングタイプ。身長180センチメートル。中年太りした眼鏡の男。東郷とチームを組む1人。吉良曰く「一番トロくてカモ」。レーダーが使えなくなり、一旦皆と合流しようとした所を吉良に狙われ、爆縮式のBIMを付けられ、そのままなす術もなく死亡する。
上杉 謙也（うえすぎ けんや）
男性、26歳、AB型、会社員、東京在住、初期BIMはクラッカータイプ。身長173センチメートル。
東郷とチームを組む1人。今風の軽そうな雰囲気で、吉良にも怯えるあまり簡単に騙されてしまう。AV女優としてのファンだった樋口に性的魅力を感じているが、「強い男が好き」という理由で相手にされていない。東郷が吉良を助けに行った後、坂本の奇襲を受け、負傷。その後、新ルール発表により状況が一変してから、東郷グループから離脱。ヒミコに遭遇し、襲いかかるも返り討ちに遭い、BIMを奪われる。合流した坂本に一度殺されそうになるが、ヒミコの提案で「奴隷」という形で行動を共にすることとなった。吉岡側についたり、康介にBIMをあっさり渡してしまったりと、小心者で日和見な面が目立つ。島に来る前は、役者志望の青年だったが、損な役回りしかやらせてもらえず、挙句の果てには、振り込み詐欺に手を染めるなど、子悪党擬いなことをして島に送られて来たとされる。ドローン奇襲の際、輝夜を守るため、自らが囮になりドローンに殺されそうになるも、気転を効かして生還。その後は、坂本達とチームワークを生かしてドローンの破壊に成功する。その際、輝夜に｢得ではなく徳｣と諭され、人に感謝されることの嬉しさに涙を流す。それ以降は、輝夜を守るために行動することが多くなった。ドローンとの交戦中、織田と合流するも、鷹ノ嘴に唆された織田から、ヒミコを逃がして織田と交戦するも、BIMを喰らい負傷する。
東郷 平太郎（とうごう へいたろう）
男性、45歳、A型、無職、鹿児島在住、初期BIMはバリアタイプで、他にタイマータイプとホーミングタイプも所持。身長170センチメートル。
飛行機内で32人のプレイヤーが乗っているのを確認し、最大で4人がゲームをクリアできると気づき、3人の仲間と手を組み4人でのクリアを目指す。リーダーとしての資質に優れていて、レーダーとジェスチャーを組み合わせて連携プレーを行う戦法で勝ち残ってきた。坂本から2個のBIMを奪い返した吉良と遭遇して交戦、仲間の1人である楠を殺されながらも吉良を確保する。自らをある程度追い込んでいった吉良の能力を認め、戦力として仲間に加えることにする。「強い男」が好きな樋口に気に入られたが、勃起不全であることを理由に相手ができない。元警察官だったらしいが、樋口如く「色々あって辞めた」とのこと。
独断専行により窮地に陥った吉良を助けるために坂本と交戦、ゲームは素人ながらも坂本をして「強敵」と言わしめる技量と機転を見せた。吉良の行動により上杉が負傷、BIMも奪われるという散々な状態に陥ったが「殴って解決できた人間関係など私の人生では一切存在しない」と制裁に怯える吉良に誠実に接する。
その後、自らのBIMを吉良達に分けて、織田と交戦。織田にBIM不足という欠点を見抜かれ、樋口を守りながら絶体絶命のピンチに追い込まれるが、BIMを手に入れた吉良に助けられる。だが、鷹觜による新ルール発表により状況は一変、樋口と上杉が次々と離脱してしまう。吉良と二人で今度は坂本と交戦するが、自らのミスで吉良を窮地に追い込み、捨て身の行動で、命からがら吉良の救出に成功する。吉良が薬を取りに行っている間に、吉岡と遭遇。酒を飲んだことによって一時的に、回復して吉岡と交戦。輝夜の加護によってレーダーに反応しない吉岡相手に互角に戦う。輝夜を逃がした後、銃弾を食らい満身創痍になりながら吉岡を追いつめるも力尽きてしまい、道連れにしようと烈火ガスを使おうとするが射殺される。
元は特殊部隊に所属していたが、爆弾魔との銃撃戦で多数の部下が死傷したため責任を取って退職。その後妻と子供に逃げられ、酒に溺れる日々だったという。
輝夜（かぐや）
女性、11歳、AB型、小学生、東京在住、初期BIMはバリアタイプ。身長144センチメートル。
今ゲームにおける最年少参加者。脱出計画に失敗し、命からがら岸に辿り着いた坂本の目の前に現れた幼女。「聖域」と呼ばれる集落で助けを待つメンバーの1人。宗教団体「月の光教」の教祖様であり、霊を視認できる。喋れないため、意思疎通はポシェットに入ったタブレット端末で行う。聖域での戦いの中盤、寂しさのあまり坂本の手錠を自らの手首にもつけてしまい、聖域での死闘が終わるまで坂本と二人一組となった。その後、蘇我に坂本がもう戻っては来ないことを伝え、自分は何かにもがき苦しみ倒れしまい、たまたま吉良に拾われ新たなメンバーとなる。だが織田に拘束された樋口を、助けに行こうにも、定員オーバーという難題に苦しむ東郷に対して、東郷の過去の過ちを霊で通じて救い、東郷との新たな信徒関係となる。元々は、普通の子供で、話すことも出来たが両親とのドライブ中、事故に遭い両親は二人とも死亡してしまい、その後遺症から喋れなくなってしまう。その後は、親戚をたらい回しにされるが、その際、自分の霊の素質が開花されて、天草によって引き取られたことが判明する。康介不在時、吉岡と遭遇してしまい東郷に逃がされたことで生還。不安定の康介から樋口を逃がそうとするも、何もできず涙を流す。自分の力を信じない康介に対して、事件を起こして島に来たことを坂本達の前で暴露する。最後は坂本に康介打倒のBIMを渡して、康介の説得に貢献する。ドローン部隊との交戦では、上杉と共に窮地に追い込まれるも、上杉によって助けられる。その後、坂本を助けようとドローン部隊の攻撃をバリア式で防ぐが、レーザーで腹を貫かれ、重症を負ってしまう。
柳田 幹雄（やなぎだ みきお）
男性、18歳、A型、高校生、静岡在住、初期BIMはフレイムタイプ。身長155センチメートル。
眼鏡をかけサンバイザーを着けた少年。いつもビデオカメラで動画を撮っているため、トリオと呼ばれている。「聖域」と呼ばれる集落で助けを待つメンバーの1人。自己主張をしてばかりの聖域のメンバーを信用しておらず、後から来た坂本と組まないかと持ち掛ける。何者かによる奇襲後、サンバイザーと眼鏡を着用した焼死体が発見される。彼こそが真犯人であり、莫大なクリア報酬目当てに前回のリアルBTOOOM生還者から情報を貰い、自らの意志でこの島に来たことが後に判明する。小野を絞殺した後、天草の遺体を自分に仕立て、その遺体を坂本に見せることで坂本を惑わせ、その裏で暗躍していた。天草達から手に入れた圧倒的なBIMの数で坂本達を追い詰めるが、最後は死んだと思っていた蘇我にホーミング式を放たれて負傷、トカゲの餌となって死亡する。死の直前、金持ちに嫁いだ後妻の連れ子だったが、その後妻がすぐに亡くなったことにより家庭内で疎外感を抱いているという境遇が明かされた。
天草 斗士郎（あまくさ としろう）
男性、48歳、A型、宗教団体役員、東京在住、初期BIMはホーミングタイプ。身長171センチメートル。
ジャケットを着た男性。宗教団体「月の光教」の幹部。「聖域」と呼ばれる集落で助けを待つメンバーのリーダー的存在。輝夜を人類の宝であると崇め、彼女に絶対的な忠誠を誓っている。普段は温厚で紳士的な態度だが、輝夜のことになると人格が変わり、坂本に小野殺しの犯人と疑われた際には「全員殺した後、最後に自決して7つ目のチップを輝夜に渡す」とまで言い放った。「聖域」で2人目の死体が発見された際に行方不明になり、焼死体の近くに落ちていたカメラに残された映像から坂本には殺害犯と判断される。実際には、トリオによってリモコンタイプのBIMにやられ、彼の衣装を着せられフレイムタイプのBIMで焼却されていたことが判明。その際、トリオに対して呪詛を唱え、輝夜のことを最後まで想いながら死亡する。
蘇我 ひかる（そが ひかる）
男性、25歳、O型、フリーター、埼玉在住、初期BIMはクラッカータイプ。身長185センチメートル。
ニット帽をかぶった青年。「聖域」と呼ばれる集落で助けを待つメンバーの1人。本土ではストリートダンサーをしていただけあって身体能力は高く、聖域の近くに落ちたトランクを先陣をきって手に入れていた。頭に血が上りやすく、すぐに手が出てしまう単純な性格。集団が混乱した際、坂本と一戦交えるが、坂本のレーダー相殺によって軽く捻られる。その後、坂本達と共闘してトリオと果敢に戦い、輝夜以外唯一の聖域生還者となった。仲間と親に好きなように利用された過去を持ち、坂本とのほんのすれ違いにより裏切りにあったと錯覚、そして自分のためだけに戦うことを決意。半場自暴自棄になりながら吉良達と交戦するが、敵だと思った坂本が仕掛けたタイマー式BIMによって死亡。このことが原因で、坂本は一時的に精神的ショックによる現実逃避をするようになった。
柴田 勝利（しばた かつとし）
男性、55歳、O型、国会議員、宮崎在住、初期BIMはクラッカータイプ。身長182センチメートル。
頭の禿げた男性。「聖域」と呼ばれる集落で助けを待つメンバーの1人。現職の国会議員だが、汚職事件で騒がれていた。無責任な性格。トリオのリモコンタイプのBIMによって死亡。
清 少子（きよし しょうこ）
女性、28歳、A型、主婦、神奈川在住、初期BIMはタイマータイプ。身長153センチメートル。
小柄な女性。「聖域」と呼ばれる集落で助けを待つメンバーの1人。プレイヤーたちの中でも利己的な発言が目立ち、その点が災いしてゲームに参加させられた模様。一方、トリオの裏切りに感づくなど用心深い一面もある。トリオの襲撃後、真っ先に彼と戦うがBIMの差で敗北。最期はホーミング式によって死亡する。
小野 マチコ（おの マチコ）
女性、80歳、A型、無職、兵庫在住、初期BIMはリモコンタイプ。身長142センチメートル。
今ゲームにおける最年長参加者。痴呆症の老婆。清曰く「介護に疲れて厄介払いで指名された」とのこと。「聖域」と呼ばれる集落で助けを待つメンバーの1人。坂本は彼女に「辰兄さん」と勘違いされ、気に入られた。坂本加入後に、トリオによって背後から絞殺されてしまう。
沖田 総介(おきた そうすけ)
男性、23歳、A型、東京在住、飲食店店長。初期BIMタイプはクラッカータイプ。身長175センチメートル。
化粧をしたオカマ風の青年。リーダー的素質を持ち人心掌握に長け、北条と春日からは「姉さん」として慕われていた。少年時代は織田がかつて所属していた不良グループの元メンバーであり、グループもやめてホストになり母親を支える彼に「捨てられた」という気持ちを強く抱いていた。後に、自分達を裏切った織田と交戦するが、リモコン式BIMによって殺害される。
春日 つぼね (かすが つぼね)
女性、19歳、A型、宮城在住、大学生、初期BIMタイプは烈火ガスタイプ。身長148センチメートル。
幼い容姿でとあるバンドのファン。沖田と共に織田と一緒に行動していたが、物資を機に北条とは折り合いが悪くなる。織田によって北条、沖田が殺害され、パニックに陥りながら烈火ガスタイプBIMで反撃するが、風向きによってガスが自分の方向にきてしまい、窒息死してしまう。
大久保 頼道(おおくぼ よりみち)
男性、54歳、会社員、初期BIMタイプはクラッカータイプ。
壮年だが高校時代は野球部でピッチャーをしており、コントロールが良い。今川と手を組んで織田、沖田達と交戦したが織田の策略により戦闘不能の重傷を負い、その後今川によって岩で撲殺される。
与謝野 昭代（よさの あきよ）
女性、69歳、初期BIMタイプはホーミングタイプ。初日は東郷達と行動していた。大人しそうな老人の姿とは裏腹にこれまで他人を信用できない人生を送り、口の軽い運営のメンバーからゲームに勝利できれば多額の金を貰えると聞いて金目当てで勝利を画策。吉岡をホーミング式で殺そうとして海に突き落とし、嘘をついて東郷をも殺そうとしたが、樋口によってウソがばれて本性が露になり東郷達と交戦。バリア式を使われ攻撃出来なくなったスキに東郷に殴り殺される。
吉岡 清志郎（よしおか せいしろう）
声 - 岩崎洋介
男性、21歳、A型、アーティスト、初期BIMタイプはタイマータイプ。
人気バンド「ジャッジメントフラッシュ」のメンバー。ヒミコの幼馴染。表向きは穏やかで礼儀正しい性格を装っているが、その本性は非常に残忍でヒミコが指名される原因を作った人物。ヒミコに頼まれ自宅に招いたミホ達に薬を飲ませ、バンドメンバー全員でレイプし、遅れてやって来たヒミコも同じように犯そうとするが逃げられ、彼女の通報により事件は公となり逮捕された。結果的にバンドも解散し、ネット上で批判に遭い指名された。初日は東郷達と行動していたが、与謝野に襲撃され、ホーミング式を食らい死にかける。一度仮死状態になったため、チップが外れた状態で息を吹き返し奇跡的生還を果たす。ヒミコを拘束した後、輝夜と東郷に遭遇し、浜辺の兵士の死体から拾ったサブマシンガンで交戦。苦戦を強いられるが、最後は東郷を射殺する。自分の隠れ家にヒミコとともに身を潜み、坂本を裏切った上杉と組んで、坂本にヒミコに対して性行為を強要させ、屈服させようとするが、ヒミコの頑張りによって自我を取り戻した坂本にしらけ、殺そうとするが、敵の襲撃に遭い条件付きで坂本だけを開放する。戦いのさなかゲーム中止の放送が流れるが、レーダーが壊れている自身には全く聞こえず、プレイヤーを殺さずに生かした坂本に腹を立てて、彼を含めたプレイヤーを皆殺しにしようとするが、ヒミコの機転でスキを突かれ坂本のBIMを喰らって行方不明になる。その後も、しぶとく生き残り、立てこもっていたヒミコに襲い掛かるが、ドローンの襲撃によって体を真っ二つにされて今度こそ死亡する。

### ティラノスジャパン
ティラノスジャパン社長
声 - 高岡瓶々
スキンヘッドの男性。「現実版BTOOOM」を気に入り、プロジェクト発表の準備をしている。
鷹嘴（たかのはし）
声 - 高橋名人
男性。45歳、AB型、ゲームプランナー、北海道在住。
帽子をかぶった中年太りした男。飛行機内での説明で名前は告げているが、平は憶えられなかった。「ゲーム版BTOOOM!」開発の中心的人物で、「現実版BTOOOM!」の主催者の1人でもある。
若き日の高橋名人がモデルであり、アニメではモデルとなった本人が声を務めている。
飯田 恒明（いいだ つねあき）
声 - 浅科准平
男性、24歳、A型、ゲームプログラマー、東京在住。
坂本の学生時代の先輩。ティラノスジャパンの開発プログラマー。「ゲーム版BTOOOM!」の開発スタッフであり、「現実版BTOOOM!」でも統括的な立場に関わっている。
坂本のゲームの才能を認めつつもクリエイターとしての能力の無さに気付いており、彼がティラノスジャパンに入社することをやんわりと受け流していたが、ゲームに参加した坂本を気にかけており、坂本の生死に一喜一憂する場面があった。ゲーム中にゲームを統括しているメインコンピューターが故障、修理のために若本と一緒に島へとやってきて、坂本に内部からゲームを終わらせることを託す。ヘリでのジャック失敗によって、鷹嘴に感づかれ危ない立場になった所を、中岡と久信の訪問によって状況は変わり、協力を承諾する。
坂本の入社可能性がないことや坂本が抱える家庭の事情などは全て把握している。そのうえで坂本個人の事情より世界の事情を優先するよう促すなど、坂本の身を案じているように見えて実際は計画を崩壊させるための駒を失うことを恐れているに過ぎない。坂本の自分への信頼を利用し親身になっているふりをしつつ実際はそこまで思い入れはない。
若本 鉄男（わかもと てつお）
声 - 保志総一朗
眼鏡をかけた小柄な男性。ティラノスジャパンの社員で、「現実版BTOOOM」を管理する1人。修理のために飯田と一緒に島へとやってくる。チップを7つ集めた伊達を回収するために島を再訪した際、坂本の脱出計画に巻き込まれる。伊達の裏切りに気づいて彼を射殺するが、同時にガスマスクも破壊してしまったため、ヘリに投げ込まれたBIMの烈火ガスで死亡。
ベン・ケイン
「現実版BTOOOM」警備チームの指揮官。脱走を図ろうとするプレイヤー達を火炎放射器の炎を撒くなどして鎮圧しようとするが、ヘリコプターで伊達を回収する最中織田が投げつけた烈火ガス型BIMの煙によって全身が溶け出し死亡する。織田のストーリーでも登場し、全員にBIMを配布していた。
ザビエラ・フランシスカ
女性、22歳、O型、フリーランス、ワシントン在住、ゲーム版BTOOOM世界ランク1位保持者。実際は坂本がランク1位に相当する実力であることを知り、坂本に勝つために武装した薬付きドローンで急遽参戦する。吉良との挟み撃ちで坂本を苦しめるが、最後は坂本と共闘した吉良に隙を突かれドローンをクラッカー式で破壊される。その後、ティラノス本部から応援要請が出て、仲間と共に全プレイヤー抹殺を企てる。
トールマン
ベン・ケインの死後、急遽付くことになった警備責任者。ザビエラの上司でもある。
ロンゲル・シュヴァーリッツ
男性、77歳、O型、資産家、ニューヨーク在住、ヨーロッパの貴族の末裔で、莫大な資産で世界を裏から支配する権力者。
ネットワークの世界を完全に支配するため、「THEMIS」プロジェクトを立ち上げ、殺人ゲームである「BTOOOM GAMERS」に期待を寄せている。

### プレイヤー達の家族
坂本 幸江（さかもと ゆきえ）
声 - 喜田あゆ美
坂本竜太の母親。数年前に離婚し久信と再婚したが、自分の連れ子である竜太が就職もせず引きこもっていることから引け目や強い精神的負担を感じ、うつ病になってしまう。久信が会社をリストラされ体を壊し借金をしながら生活を支えていることを知り、限界を感じて竜太を自分達の前から消すことを決意する。竜太が「現実版BTOOOM!」に連れ去られた後、遺書を残し手首を切って自殺を図るが、久信の発見が早かったため一命を取り留める。
坂本 久信（さかもと ひさのぶ）
声 - 真殿光昭
坂本竜太の継父。竜太と良い関係を築こうとするが初めて会った時から相手にされていなかった。その後、就職もせず引きこもってゲームばかりやる竜太の将来を心配し、ネット回線を勝手に解約するが怒った竜太に顔を殴られる。既に会社をリストラされており、借金をしてまで家族にその事実を隠していたが、幸江には気付かれていた。その後、中岡とペリエに会い竜太を救うために立ち上がる。中岡にデータを託され、鷹觜の部下に追い詰められるも、自分の会社に逃げ込んだことでデータを起動させることに成功する。ティラノス本部で捕虜にされている所を飯田に助けられ、ティラノス本部の制圧に協力し、竜太の説得に貢献した。
中岡 慎一（なかおか しんいち）
男性、58歳、B型、フリーライター　東京移住、坂本竜太の叔父。久信の兄であり、鷹嘴からは共産主義を掲げる反政府的な組織のメンバーとして名前を挙げられている。ティラノス・ジャパンの上にあるシュヴァーリッツ財団の不正を告発しようとする。しかし、鷹觜の部下によって暗殺され、久信にあるデータを託す。
竜太の実父
坂本竜太の父親。家庭を省みずに仕事をし、竜太に対してもろくに愛情を与えることがなかった。結果的に何らかのトラブル（竜太は浮気か何かと思っていた）によって、妻である幸江と離婚することになる。
竜太は終始彼のことを恨んでいたが、彼自身もゲームの脱出などに気を取られて平を置き去りにしてしまう行動をたびたびしており、仕事や勉強を放り投げた以前の生活と併せて「自分は親父と同じことをしていた」と後悔することになる。
信隆の母親
織田信隆の母親。非行を繰り返す息子が原因でストレスにより特殊な目の病気を発症、失明してしまう。以来信隆はホストによる生活費稼ぎと母親の介護をするが、彼女の目の病気は息子である信隆にも遺伝していた。
平 昭子（たいら あきこ）
声 - 佐々木優子
平清の妻。夫が失踪して以降、ヤクザの取り立てに追い込まれている。
平 柚彦（たいら ゆずひこ）
声 - 松田崚佑
平清の息子。いじめられっ子で父親の清に「情けない」と叱られるほどだったが、平が死亡するシーンの直後に、取り立てにきたヤクザに自ら立ち向かう姿が描かれた。

### その他の人物
村崎 志紀（むらさき しき）
声 - 深見梨加
女性、39歳、O型、看護師、千葉在住、初期BIMタイプは不明。身長165センチメートル。前回のゲームの生き残り。看護師の時代に当時医師であった伊達の手術ミスの責任をなすりつけられ解雇されて、その結果ゲームの参加者に指名された。前回のゲームで同様に参加者となった伊達とチームを組みチップを6枚集めたが、そこで伊達に裏切られ左手を爆発で失う。生活反応を失ったことで左手から外れたチップは伊達に奪われることになったが、その結果として後の殺し合いには参加せずに生き残ることになった。そのまま島の廃墟で自給自足の生活をしている。伊達に裏切られたことから、男性に対しては強い不信感を抱いている。ヘリのジャックに協力した際、囮になる形で射殺されてしまう。
マシュー・ペリエ
男性、27歳、O型、元NSAプログラマー・亡命者、ワシントン移住（亡命後は不明）現在指名手配中の身であり、中岡と関係がある。飯田の社員証だけで携帯の番号を割り出した。
芹沢 愛子（せりざわ あいこ）
声 - 佐藤あずさ
坂本の高校時代のクラスメイトで、坂本の初恋の相手。眼鏡っ娘。地味な少女だが美人。泣き虫。髪型は黒髪のロングヘアを後ろで束ねている。
織田に恋の告白をし肉体関係までに至るが、翌日織田の彼女に非難されたことで二股をかけられていたことを知る。
ミホ
声 - 三上枝織
ヒミコの大親友で、クラスメイト。眼鏡っ娘。黒髪のおかっぱ頭の女子高生。
吉岡に一途な想いを寄せ、ヒミコの紹介で吉岡の自宅に誘われるが、吉岡達にアリサとユキ共々レイプされてしまう。それ以来ヒミコに強い恨みを抱き、ヒミコを自分達の前から消すことを決意する。
アリサ、ユキ
声 - 上田のりこ（アリサ）、藤井ゆきよ（ユキ）
ヒミコの親友で、クラスメイトの女子高生。アリサは茶髪で、話題によく突っ込むムードメーカー的な存在。ユキは黒髪ロングで、大人びた性格。レイプ事件後に引っ越す。

## BTOOOM!U-18

### 主要人物（U-18）
管 道友（かん ともみち） / KAN
｢U-18｣の主人公。動画サイトNewTubeに｢KANチャンネル｣という名前で動画投稿をしているNewTuber。
BTOOOM!をヤラセではなく、本当の殺し合いだと世間に公表するために自らBTOOOM!U-18に参加した。
巴 美咲（ともえ みさき）
女子高生。開始早々、松永に強姦されそうになったところをKANに救われ、行動を共にする。幼いころは両親と弟の4人家族だったが、父親を刺殺しており、永見姉弟によって足を負傷させられたときにKANに自分は過去に人を殺したことがあると告白している。
窮地に陥ると好戦的かつ残忍な別人格が現れる。
かつて自分が殺したのは実の父親ではなく母親の再婚相手であったが、自分だけが義父を拒絶していたため、裏で義父からひどい虐待を受けていた。別人格も虐待から身を守るために生まれたものであり、義父を心の底から殺したいという憎悪の念が頂点に達したときに初めて別人格が目覚めた。その後、一時的に預けられた病院で異常なしと判断されるうえで義父殺害は正当防衛として処理され、それ以降は別人格に目覚めることはなくなったものの、義父を信頼していた母や弟からは拒絶され、周囲からいじめを受けるなど、次第に孤立するようになってしまった。
藤原 槙也（ふじわら しんや）
男子高生。KANの知り合いで彼もNewTuberをやっていたが引退している。集団レイプ殺人事件の主犯格とされている。
新田 儀春（にった よしはる）
男子高生。KANに憧れていて、成り行きでKANの仲間になる。

### 参加者
松永（まつなが）
美咲を襲っていたプレイヤー。多くのBIMを所持していて、KANと美咲を追い詰めようとするが、最後はKANに自分のプラズマ式を利用され、ホーミング式で上半身を爆破され死亡する。
ギャル
本名不明。豹変した美咲に危険エリア内に蹴り飛ばされ死亡する。
永見 チカ（ながみ チカ）、永見 ヤス（ながみ ヤス）
少女と少年の姉弟。姑息なやり方でプレイヤーを暗殺していた。ヤスは全身に傷があり、チカは体に火傷の痕がある。
工藤 綾凪（くどう あやな）
お嬢様口調で話すおっとりした美少女だが、あらゆる者を平気で利用する冷酷な性格の持ち主。デスゲーム中に遭遇した板垣に勝利してからは、彼を下僕として従えている。
元は名門校に通っていた女子高生で、多くの男子生徒たちを奴隷のように従えていたが、自身の傍若無人ぶりに耐えきれなくなった男子生徒たちに見放され、BTOOOM!U-18の参加者として指名された。
ドローンハンティングではドローンに集中している他のプレイヤーを狩ることを優先するなど、危険な思想の持ち主で、主にタイマー式の活用を得意としている。しかし別人格が完全覚醒した美咲に逆転され、手足を縛られたうえに口の中にクラッカー式を仕込まれてしまう。さらに裏切った板垣によって攻撃され、クラッカー式が爆発して板垣もろとも死亡。
板垣（いたがき）
自分よりも強い女性を求めている青年。デスゲーム中に出会った綾凪に敗れ、彼女のことを強い女性と認めて心酔し、忠実な下僕として付き従うようになる。手にメリケンサックを装備し、BIMを使った戦闘だけでなく肉弾戦も得意としている。
元柔道部で、強い女性を求めて部員の女子たちに重傷を負わせたために追放され、師範によってBTOOOM!U-18の参加者に指名されていた。
綾凪に協力しながら美咲を追い詰めるが、別人格が完全覚醒した美咲に逆転され、右目を抉られてしまう。しかし美咲の強さに心から惚れ込み、あっさりと綾凪を裏切ったが、綾凪の口にクラッカー式が仕込まれていることを気づかないまま美咲の命令に従ったため、爆発に巻き込まれて死亡。
日野 富津希（ひの ふつき）
左目に眼帯を着用した少女。明るく友達思いな性格で、BTOOOM!U-18に参加する以前は学校でいじめに遭っていた親友の加賀を助け、いじめグループに痛烈な反撃を仕掛けたこともある。
加賀と共にBTOOOM!U-18に参加させられ、お互いに助け合いながらなんとか生き延びていた。しかし、ドローンハンディングでドローンを撃墜できなかった加賀を目の前で失ってしまい、彼女が狙っていたドローンを撃墜したKANを逆恨みする。
加賀 千代子（かが ちよこ）
丸眼鏡をかけた小太りな少女。泣き虫な性格で、BTOOOM!U-18に参加する以前は学校でひどいいじめに遭っており、親友の日野によく庇われていた。
日野と共にBTOOOM!U-18に参加させられ、お互いに助け合いながらなんとか生き延びていた。しかし、ドローンハンディングでドローンを1機も撃墜できずに「退学」となり、日野の目の前で窒息死した。

### その他
ショウ / SHO
KANの親友。前回のゲームで死亡。彼の死がKANを殺人ゲームに引き込むきっかけに繋がった。
美咲の母親
本名不明。巴美咲の母親。再婚相手である義父のことを信頼していたが、娘が裏で虐待されていたことは知らなかった。
巴 まさき（ともえ まさき）
巴美咲の弟。姉とは対照的に義父に懐いていたが、姉が虐待されていたことは知らなかった。
美咲の義父
本名不明。巴美咲の母親の再婚相手で、表向きでは彼女や美咲の弟からは信頼を得ていた（巴や彼女の別人格曰く「母や弟を洗脳した」らしいが、真相は不明）が、その裏では自分に懐こうとしない美咲を虐待していた。
しかし初めて別人格に目覚めた美咲に刃物で滅多刺しにされ、殺害された。
尚、美咲の実父は娘とのツーショット写真で登場するのみであり、詳細は最後まで明らかにされなかった。
上杉 謙也（うえすぎ けんや）
前回に引き続き登場。KANの噂を聞き、彼に動画放送が出来る特製スマホを託す。
ヒミコ / 御子神ヘミリア（みこがみ ヘミリア）
前回に引き続き登場。上杉と共に行動している。

## ゲームシステム
孤島を舞台にBIMと呼ばれる様々な種類の高性能爆弾を利用して他のプレイヤーと戦う。ゲーム参加者は左腕に楕円形のICチップが埋め込まれており、これを自分のチップも含めて8個集めることで島を抜け出せるが、ICチップは参加者の心肺が停止するか手術をして取り出すしか外す方法はなく、殺害して奪い合わせることを目的としている。BIMを駆使して戦うと説明しているが、「ゲーム版BTOOOM!」とは違いBIM以外での殺傷も認められており、その場合でもICチップは取り外せる。BIMは有利な武器として与えられているだけである。
ICチップは最初に所有しているBIMと連動しており、ICチップを保有している人間以外はBIMを起動できない。また、ICチップは他を見つけるレーダーとして使える。
食料や水、ライト、生活用品などゲームを有利にする物品が入ったトランクが、1日に1回定時に飛行機で空からパラシュートで投下される。

## 用語
BTOOOM!
ティラノスジャパンが開発したオンラインゲーム。4人のチームを組み、BIMと呼ばれる爆弾を使って敵プレイヤーチームを倒していく。全世界で300万本発売されている。
現実版BTOOOM!
無人島で行われる殺人ゲーム。事前に「消えて欲しい人間の名前を書くと100万円もらえる」という内容の封書が無作為に人々に送られている。その封書に名前を書かれた人間が自分の意志に関係なくゲームの参加者として島に送られている。
「ゲーム版BTOOOM!」のBIMと全く同じ性能のBIMで殺しあわせ、自分のものを含めて8人分のICチップを手にした者はゲームクリアとなり、島を脱出できる。ゲームには32人が参加させられており、最大4人までゲームクリアできる。
坂本やヒミコが参加しているのは第3回目のゲームであり、伊達や村崎が参加した第2回のゲームと比べてゲームバランスが格段に向上している。第2回のゲームは第3回の約半年ほど前に実施された。
主催者側はICチップから得たモーションデータと音声を、プレイヤーに似せた3Dモデルに組み込んだ映像をリアルタイムで制作することで、カメラを使わずにあらゆる角度からゲームを監視できている。
ティラノスジャパン
ゲーム会社。「ゲーム版BTOOOM!」の制作会社。「現実版BTOOOM!」におけるシステムの構築や管理を行なっている。
ICチップ
プレイヤーの左手の甲に埋め込まれている楕円形のガラスのようなもの。チップはプレイヤーが死亡するか、チップが埋め込まれている部位が肉体から切り離されない限り外れないようになっている。
ゲーム版「BTOOOM!」の「8つのアイテムを手に入れたらクリア」というルールを踏襲している。
三次元スキャナーとモーションキャプチャーの性能を持ち、プレイヤーとその周辺の地形のモーションデータなどの情報が主催者側にリアルタイムに送られている。
レーダー
ICチップに組み込まれている機能。プレイヤーは集中して左手の中指を動かすことでレーダー波を発信できる。このレーダー波を当てられると他のプレイヤーに自分の位置が知られてしまうが、動いていないプレイヤーにレーダー波が当たっても反応しないため位置は分からず、逆にレーダー波を発信した当人のある程度の位置情報を他のプレイヤーに教えることになってしまう。また、レーダー波同士が重なると、「レーダー相殺」が起こり、お互いに位置情報が伝わらなくなってしまう。
指に力を入れ続けることで通常のレーダーよりも範囲は狭まるがレーダーを出し続けることができる。これによりプレイヤーの肉体から離れたチップや動いていないチップもレーダーに反応するようになり、身動きを止めたプレイヤーの位置や他のプレイヤーが何個のチップを所持しているかなども把握できる。
コモドオオトカゲ
島に大量に生息する巨大なトカゲ。夜行性で群れで行動する。エサとして人間を食べるため、プレイヤーにとって脅威的な存在。食料に困った宮本が捌いて食べていた模様。

### BIM
作中に登場する高性能爆弾。各プレイヤーに初期装備として1種8個が配られる。
先述のICチップと連動しており、対戦プレイヤーが死亡しない限り所有権は移らない。しかし、一度起爆スイッチを入れたBIMを爆発する前に他のプレイヤーが解除スイッチを入れると、本来の所有者が死亡していなくても所有権は移動する。
クラッカー式
球型。破壊力評価は星2。
最もオーソドックスなBIM。スイッチを入れることで信号が作動し、衝撃が伝わることで爆発する。単純で扱いやすいが、破壊力が弱いところが難点。
タイマー式
立方体型。破壊力評価は星4。
スイッチを入れると、グラスモニターに「10」の文字が表示され、1秒ごとに数字がカウントダウンして「00」になると爆発する。カウントダウン中にスイッチをもう一度押せば、タイマーを一時停止できる。カウントダウンの時間変更も可能で、「10」から「01」の好きな時間に変更できる。待ち伏せやトラップなどの戦略的な使用に適している。
爆縮式
半球型。破壊力評価は星5。
スイッチを入れると、裏側が吸盤状態になって壁や天井に接着できるセッティングモードに入り、数秒後にスライドカバーが開いてBIMの中に空気や塵が吸い込まれていく真空モードに入る。真空モードが臨界点に達すると一気に爆縮し、あらゆるものを抉り取る真空の爆発が起こる。地形などの硬い物質の破壊に適している。
烈火ガス式
円筒型。破壊力評価は星3。
スイッチを入れて投げるとカバーが開き、化学薬品の入った小型カプセルを撒き散らす。四方八方に飛び散ったカプセルから飛び散った化学薬品は空気に触れることで高温の猛毒ガスとなり、あらゆる者の命を奪う。広範囲の攻撃や誘導に適している。
ホーミング式
プロペラ型。破壊力評価は星1。
デジカメで撮影するかのように攻撃対象をロックし、飛行しながら相手めがけて追尾する。飛行装置が大きいために中の炸薬が少なく殺傷能力は低いが、対象に触れた瞬間に爆破する性質上、少ない炸薬でも十分な致命傷を与えられる。追尾速度は遅めだが、一旦ロックすればどこまでも追尾できる。その代わり、ターゲット以外の生物には爆発せず、手に取って無効化されて所有権も相手に移ってしまう、相手もホーミング式を所持していた場合、向かってくるホーミング式にロックして放つと撃ち落とされてお互いに相殺されてしまう、などの欠点がある。ちなみにモニターを覗くとサーモグラフとしても使え、レーダーを使用しなくても物陰や岩陰に隠れた生物の位置を確認できる。
リモコン式
円盤型。破壊力評価は星2。
起爆スイッチを入れて配置した後、同梱されたリモコンで離れた場所から自由に爆破できる。BIMにはそれぞれ1から8までの番号が割り振られており、仕掛けた番号のボタンを押すことで起爆させられる。確実に相手が来るであろう場所に仕掛けられば有効であるが、相手と対峙してしまった場合はきわめて不利なBIMである。
フレイム式
十字型。破壊力評価は星3。
起爆スイッチを入れて数秒後、燃料カプセルが四方に射出され、その軌道上に火炎の壁が広がる。火炎は1300度で燃え盛り、約1分ほどで消える。複数個使用して敵を包囲するのにも適しており、狭い建物内などで使えば相手の逃げ場を防ぐ強力な武器となるが、戦略的に使用しないと自分が被害を被ることになる。
バリア式
ピラミッド型。破壊力評価は星0。
スイッチを入れた瞬間、四方に電磁波の壁を1分間だけ作り出す。この壁は衝撃波を無効化する力があり、爆風のみならず衝撃を持つ物理攻撃全てを跳ね返せる。電磁波の壁の中に入っていれば他人にも適応される。1分間経つと電磁波が自然に消え、使用後はそのまま捨てる使い切りとなっている。逆にいえば、炎やガスのような衝撃を持たない攻撃には全く効果がない。また、BIM自体に攻撃力が無いため、他の攻撃用BIMと組み合わせて使う必要がある。他人に所有権を移せない。
プラズマ式
ダーツ型。破壊力評価は不明。
U-18から登場した新型BIM。内部の構造により、プレイヤーに命中しやすくなっており、対象に刺さると10秒間電流が流れる。相手の動きを止めるのに徹したBIMである。
トラップ式
スティック型。破壊力評価は不明。
U-18から登場した新型BIM。半径1.5m以内にプレイヤーが侵入すると発動し、電撃を放つ。

## 書誌情報
- 井上淳哉『BTOOOM!』新潮社〈BUNCH COMICS〉、全26巻
  1. 2009年10月9日発売、ISBN 978-4-10-771516-6
  2. 2010年1月9日発売、ISBN 978-4-10-771537-1
  3. 2010年5月8日発売、ISBN 978-4-10-771563-0
  4. 2010年10月9日発売、ISBN 978-4-10-771593-7
  5. 2011年6月9日発売、ISBN 978-4-10-771622-4
  6. 2011年9月9日発売、ISBN 978-4-10-771633-0
  7. 2012年1月7日発売、ISBN 978-4-10-771647-7
    - 単行本7巻 超豪華HIMIKOグラビア「写真集」『Gravity Angel』付限定版 2012年1月7日発売、ISBN 978-4-10-771648-4

  8. 2012年6月8日発売、ISBN 978-4-10-771665-1
  9. 2012年9月7日発売、ISBN 978-4-10-771680-4
  10. 2013年1月9日発売、ISBN 978-4-10-771693-4
  11. 2013年5月9日発売、ISBN 978-4-10-771708-5
  12. 2013年9月9日発売、ISBN 978-4-10-771718-4
  13. 2014年1月9日発売、ISBN 978-4-10-771733-7
  14. 2014年5月9日発売、ISBN 978-4-10-771746-7
  15. 2014年9月9日発売、ISBN 978-4-10-771773-3
  16. 2015年1月9日発売、ISBN 978-4-10-771794-8
  17. 2015年5月9日発売、ISBN 978-4-10-771819-8
  18. 2015年9月9日発売、ISBN 978-4-10-771843-3
  19. 2016年1月9日発売、ISBN 978-4-10-771871-6
  20. 2016年5月9日発売、ISBN 978-4-10-771895-2
  21. 2016年9月9日発売、ISBN 978-4-10-771918-8
  22. 2017年1月7日発売、ISBN 978-4-10-771949-2
  23. 2017年5月9日発売、ISBN 978-4-10-771980-5
  24. 2017年9月8日発売、ISBN 978-4-10-772011-5
  25. 2018年2月9日発売、ISBN 978-4-10-772051-1
  26. 2018年8月9日発売、ISBN 978-4-10-772109-9（Light友情編） / ISBN 978-4-10-772110-5（Dark真実編）
- 伊藤洋樹 『BTOOOM! U-18』新潮社〈BUNCH COMICS〉、全6巻
  1. 2018年11月9日発売、ISBN 978-4-10-772128-0
  2. 2019年7月9日発売、ISBN 978-4-10-772197-6
  3. 2020年5月9日発売、ISBN 978-4-10-772197-6
  4. 2020年12月9日発売、ISBN 978-4-10-772347-5
  5. 2021年12月9日発売、ISBN 978-4-10-772452-6
  6. 2023年3月9日発売、ISBN 978-4-10-772580-6

## テレビアニメ
2012年10月から12月までTOKYO MX、サンテレビ、KBS京都、テレビ愛知、BS11、AT-Xにて放送された。9月29日にニコニコ生放送にて、第1話と第2話の先行放送が行われた。2017年1月からは後述のオンラインゲームのリリースを記念してTOKYO MXにて再放送される。

### スタッフ
- 原作・エンドカードイラスト - 井上淳哉（「月刊コミック@バンチ」新潮社刊）
- 監督 - 渡邉こと乃
- 脚本 - 黒田洋介
- キャラクターデザイン - 岸田隆宏
- 総作画監督 - 日向正樹
- 美術設定 - 金平和茂
- 美術監督 - 大泉杏奈
- 色彩設計 - 野口幸恵
- 撮影監督 - 藤田賢治
- 編集 - 瀬山武司
- 音響監督 - えびなやすのり
- 音楽 - 井内啓二
- プロデューサー - 南健、福田順、川村仁、田中寧、松本正義、岡村武真、吉田勇樹
- アニメーションプロデューサー - 中本健二
- アニメーション制作 - MADHOUSE
- 製作著作 - 「BTOOOM!」製作委員会（フライングドッグ、クロックワークス、ショウゲート、新潮社、スタジオマウス、創通）

### 主題歌
「No pain, No game」
ナノ作詞・歌唱によるオープニングテーマ。作曲・編曲は塚本けむ。
「エグジスト」
ナノ作詞・歌によるオープニングテーマ。作曲・編曲はPowerless。
「アオゾラ」
May'nによるエンディングテーマ。作詞は真名杏樹、作曲は本間昭光、編曲は中村タイチ。

### 各話リスト
| 話数   | サブタイトル   | 絵コンテ     | 演出             | 作画監督                   |
| ------ | -------------- | ------------ | ---------------- | -------------------------- |
| 第1話  | start          | 渡邉こと乃   | 渡邉こと乃       | 日向正樹                   |
| 第2話  | 血の女子高生   | 渡邉こと乃   | のがみかずお     | 敷島博英                   |
| 第3話  | サバイバル     | 加藤誠       | 加藤誠           | 河井淳                     |
| 第4話  | 世界ランカー   | 細川ヒデキ   | 細川ヒデキ       | 金綿樹                     |
| 第5話  | 強襲           | 浅香守生     | 齋藤徳明         | 管振宇、吉田徹             |
| 第6話  | 生贄の夜       | のがみかずお | のがみかずお     | 清水恵蔵、高鉾誠、福島豊明 |
| 第7話  | 仮想花嫁       | 細川ヒデキ   | 江副仁美         | 東亮太、韓正履             |
| 第8話  | 白い亡霊       | 加藤誠       | 加藤誠           | 河井淳                     |
| 第9話  | 最強プレイヤー | 川尻善昭     | かわこしたかひろ | 時矢義則、吉田徹           |
| 第10話 | ハイレベル     | 川尻善昭     | のがみかずお     | 敷島博英                   |
| 第11話 | 復活           | 細川ヒデキ   | 細川ヒデキ       | 金綿樹                     |
| 第12話 | 絆             | 川尻善昭     | 渡邉こと乃       | 日向正樹                   |

### 放送局

#### 日本国内
| 放送地域 | 放送局                   | 放送期間                      | 放送日時           | 放送系列         | 備考                             |
| -------- | ------------------------ | ----------------------------- | ------------------ | ---------------- | -------------------------------- |
| 東京都   | TOKYO MX                 | 2012年10月4日 - 12月20日      | 木曜 23:00 - 23:30 | 独立局           |                                  |
| 日本全域 | AT-X                     | 2012年10月5日 - 12月21日      | 金曜 22:30 - 23:00 | アニメ専門CS放送 | リピート放送あり                 |
| 兵庫県   | サンテレビ               | 2012年10月5日 - 12月21日      | 金曜 26:15 - 26:45 | 独立局           |                                  |
| 京都府   | KBS京都                  | 2012年10月7日 - 12月23日      | 日曜 24:00 - 24:30 | 独立局           |                                  |
| 愛知県   | テレビ愛知               | 2012年10月7日 - 12月23日      | 日曜 25:05 - 25:35 | テレビ東京系列   |                                  |
| 日本全域 | ニコニコ生放送           | 2012年10月8日 - 12月24日      | 月曜 22:00 - 22:30 | ネット配信       |                                  |
| 日本全域 | ニコニコチャンネル       | 2012年10月8日 - 12月24日      | 月曜 22:30 更新    | ネット配信       |                                  |
| 日本全域 | みんなでストリーム       | 2012年10月8日 - 12月24日      | 月曜 23:30 - 24:00 | ネット配信       |                                  |
| 日本全域 | バンダイチャンネル       | 2012年10月8日 - 12月24日      | 月曜 24:00 更新    | ネット配信       | 有料会員限定配信                 |
| 日本全域 | dマーケット アニメストア | 2012年10月9日 - 12月25日      | 火曜 12:00 更新    | ネット配信       |                                  |
| 日本全域 | ShowTime                 | 2012年10月9日 - 12月25日      | 火曜 12:00 更新    | ネット配信       |                                  |
| 日本全域 | BS11                     | 2012年10月13日 - 12月29日     | 土曜 27:00 - 27:30 | BS放送           | ANIME+枠                         |
| 日本全域 | バンダイチャンネル       | 2012年10月16日 - 2013年1月1日 | 火曜 24:00 更新    | ネット配信       | 第1話無料 個別課金による有料配信 |

#### 日本国外
| 放送地域 | 放送局  | 放送期間        | 放送日時           | 放送系列          | 備考                            |
| -------- | ------- | --------------- | ------------------ | ----------------- | ------------------------------- |
| 韓国全域 | ANIPLUS | 2012年10月6日 - | 土曜 00:00 - 00:30 | CS放送 ネット配信 | リピート放送あり 韓国語字幕あり |

### Blu-ray / DVD
2012年11月21日から4月24日まで発売された。
| 巻数 | 発売日         | 収録話          | 規格品番 | 規格品番 | 特典CD（BDのみ） |
| 巻数 | 発売日         | 収録話          | Blu-ray  | DVD      | 特典CD（BDのみ） |
| ---- | -------------- | --------------- | -------- | -------- | ---------------- |
| 1    | 2012年11月21日 | 第1話 - 第2話   | VTZF-25  | VTBF-55  | OST1             |
| 2    | 2012年12月19日 | 第3話 - 第4話   | VTZF-26  | VTBF-56  | ラジオ           |
| 3    | 2013年1月23日  | 第5話 - 第6話   | VTZF-27  | VTBF-57  | サウンドドラマ1  |
| 4    | 2013年2月20日  | 第7話 - 第8話   | VTZF-28  | VTBF-58  | OST2             |
| 5    | 2013年3月20日  | 第9話 - 第10話  | VTZF-29  | VTBF-59  | ラジオ           |
| 6    | 2013年4月24日  | 第11話 - 第12話 | VTZF-30  | VTBF-60  | サウンドドラマ2  |

## WEBラジオ
『BTOOOM!ラジオ!』は、2012年9月26日から2013年1月2日まで、HiBiKi Radio Stationにて配信されたラジオ番組。毎週水曜配信。
パーソナリティ
- 三森すずこ（ヒミコ 役）

ゲスト
- 本郷奏多（坂本竜太 役、第5回、第6回）
- 井上淳哉（原作者、第8回）

## ゲームアプリ
「BTOOOM！オンライン」としてアソビモより2017年2月28日にリリースされた。主要キャラクターの声はテレビアニメに準じている。原作そのままのゲームシステムとなっている。
プレイヤーの分身となるキャラクターの声は以下の5人から選択可能。
- 逢坂良太
- 照井春佳
- 子安武人
- 徳井青空
- 杉田智和